# 高鹿佑也
高鹿 佑也（こうろく ゆうや、1997年11月21日 - ）は、日本の男性プロレスラー。千葉県出身。DDTプロレスリング所属。血液型B型。

## 経歴
- 2021年
  - 4月11日、DDT後楽園ホール大会 vs 岡田佑介でデビュー。
  - 12月26日、DDT代々木第二体育館大会にて遠藤哲哉率いるユニット第4次バーニングに加入。
- 2022年
  - 1月7日、DDT新宿FACE大会にて小嶋斗偉より自力初勝利。
- 2023年
  - 2月26日、DDT後楽園ホール大会でD GENERATIONS CUPの決勝戦に進出するも、正田壮史に敗れ準優勝。
- 2025年
  - 2月23日、DDT後楽園ホール大会にて正田を破りD GENERATIONS CUP優勝。
  - 4月6日、DDT後楽園ホール大会にてクリス・ブルックスの持つKO-D無差別級王座に挑むも敗れる。

## 得意技
チキンウイング・アームロック
ムーンサルト・プレス
水車落とし
バックドロップ
変型トライアングルランサー
トライアングルランサーの元々の使い手である井上亘から公認をもらって使用。井上へのリスペクトも込めて技名もそのままにしている。
野球チョップ
シザースクラッチ
蟹挟からフォールに入るオリジナル技
インターセプト
バーニング時代の先輩である岡田佑介の得意技を技名もそのままに使用。

## タイトル歴
DDTプロレスリング
- KO-D10人タッグ王座
  - 第10代（パートナー：中村圭吾&To-y&石田有輝&須見和馬）
- D GENERATIONS CUP 優勝（2025年）

## 人物・エピソード
- アニマル浜口ジムでトレーニングを積みDDTに入門。
- ヘッドコーチ秋山準の指導を直接受けている有望株。

## 入場曲
- Burning Tiger/清水アキト
  - 2023年8月13日の後楽園ホール大会より使用。
- JAGUAR '13/春畑道哉
  - 初代入場曲。

## 出演

### CM
- ザ★ハンバーグ「家で食えたらいいよなぁ〜篇」「たまらんぞ篇」（2021年10月、味の素冷凍食品）[3]
- NTT Docomo U30ロング割『U30ロングプロレス』篇（2022年2月、NTTドコモ）[4]